# Защитный арест

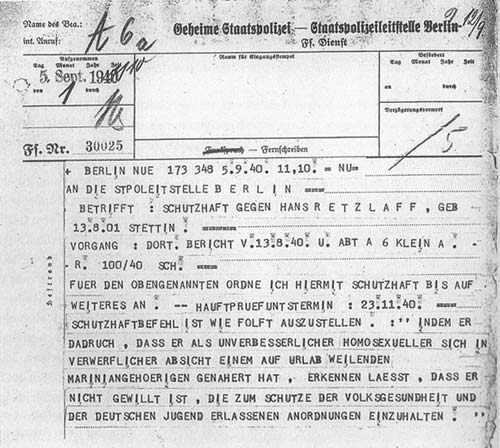
Извещение о взятии под защитный арест в связи с «неизлечимой гомосексуальностью» (1940)

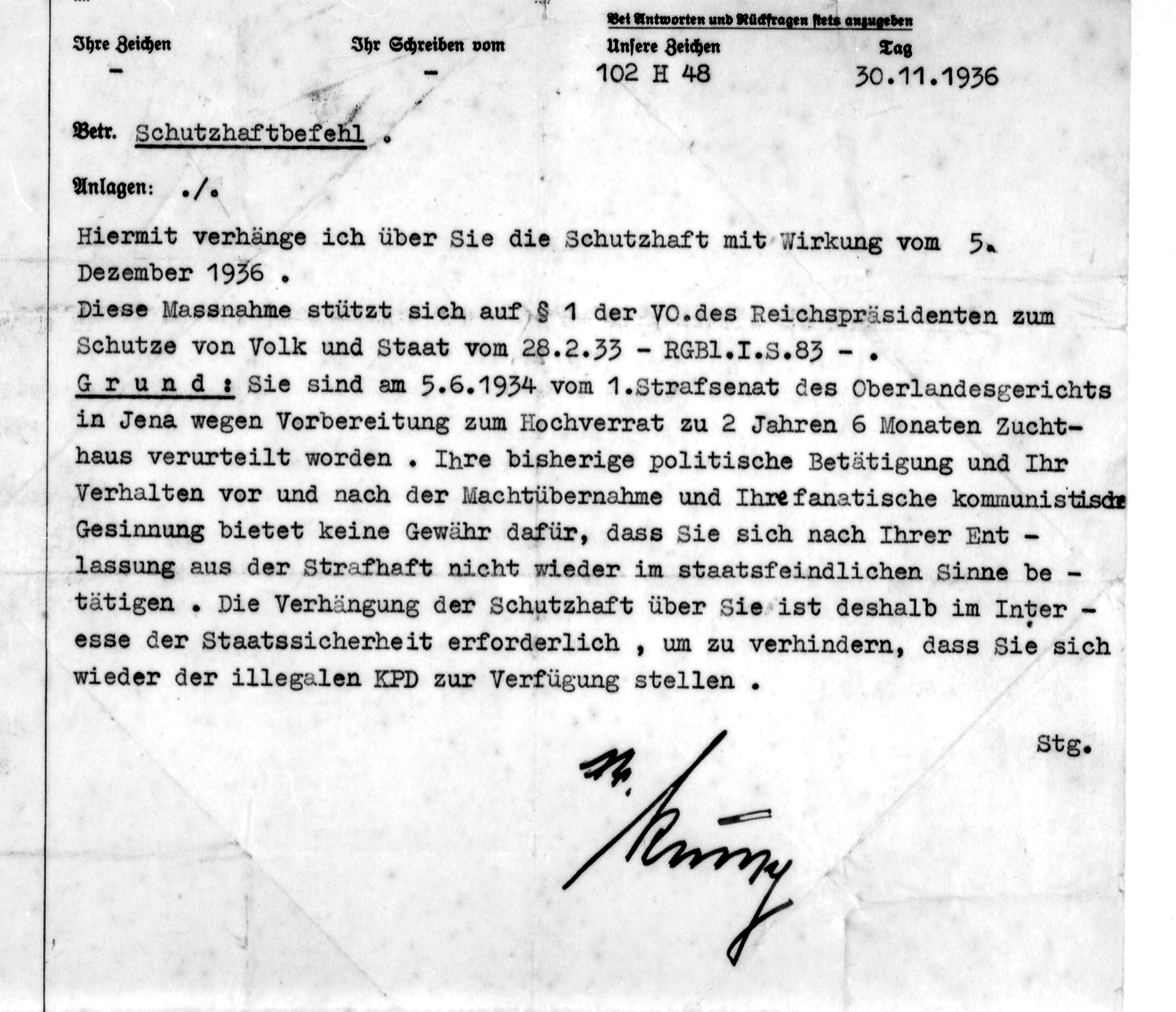
Извещение о заключении под защитный арест после отбывания тюремного срока за «фанатические коммунистические воззрения» (1936)

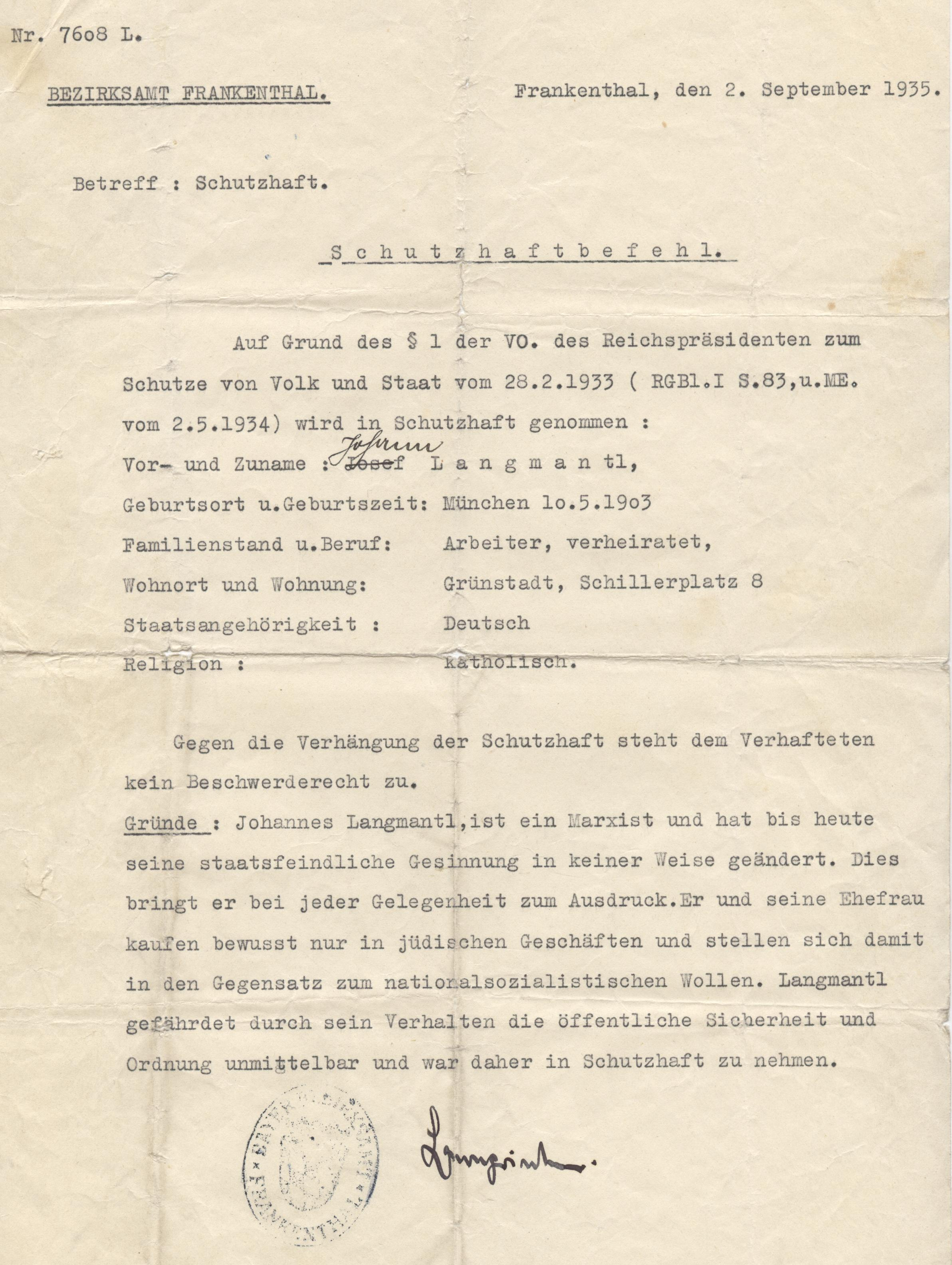
Извещение о заключении под защитный арест: «покупает умышленно лишь в еврейских магазинах» и тем самым «нарушает общественный порядок» (1935)

Защитный арест (нем. Schutzhaft) — эвфемизм для обозначения существовавшей в нацистской Германии практики ареста без суда и следствия противников режима, идеологических врагов и других неугодных персон и заключения их в концентрационные лагеря. С введением «защитных арестов» начался процесс постепенного фактического упразднения судебной системы Германии и полной передачи абсолютной власти в руки гестапо и СС.

## История
«Защитные аресты» были введены в королевстве Пруссия ещё в 1850 году королём Фридрихом Вильгельмом IV. Изданный им закон наделял государственные службы правом помещения под арест любой персоны без заключения суда в случае, если такой арест был необходим для защиты этой персоны или для защиты общественного порядка, нравственности или государственной безопасности. Однако не позднее чем через сутки должно было следовать официальное предъявление обвинения или же освобождение из-под «защитного ареста». С июля 1881 года срок защитных арестов мог увеличиваться и фактически продлеваться бесконечно.
После Ноябрьской революции 1918 года защитные аресты в массовом порядке применялись по отношению к коммунистам, в частности к участникам восстания спартакистов. Практика защитных арестов сохранилась и в Веймарской республике, где продолжала означать арест без решения суда и даже при отсутствии конкретных доказательств.
С приходом к власти нацистов, вследствие указа рейхспрезидента «О защите народа и государства» от 28 февраля 1933 года были отменены несколько положений Веймарской конституции, гарантировавшие свободу собраний, свободу мнения и прессы, неприкосновенность жилища, право на частную собственность и запрет ограничений на свободу личности. В апреле 1934 года вышел специальный указ рейхсминистра внутренних дел Германии Вильгельма Фрика, регламентирующий применение мер «защитного ареста». В частности, данная практика была переведена под контроль гестапо. Арестованные помещались в особые закрытые поселения — концентрационные лагеря. При этом для ареста не требовалось никакого решения суда, а поэтому арестованным не предоставлялось права на защиту. Иногда заключённым даже не сообщалось, по какой причине они подвергались аресту.

## Нацистская Германия
В нацистской Германии «защитные аресты» использовались для массовой изоляции неугодных режиму лиц. В первую очередь под «защитный арест» попадали члены левых политических организаций (прежде всего КПГ и СДПГ), а также другие лица, не вписывавшиеся в систему мировоззрений нацистской Германии, в том числе и некоторые религиозные группы и конфессии (например, Свидетели Иеговы). Далее защитным арестам подвергались представители национальных меньшинств, не соответствовавшие воззрениям расовой гигиены нацистского режима (евреи, рома, синти и другие). В качестве «асоциальных элементов» под «защитный арест» могли помещаться алкоголики, проститутки, тунеядцы, нищие, бродяги и бездомные. Под арест брались и гомосексуальные мужчины, в том числе и уже отбывшие заключение по § 175 за «противоестественный блуд». Нередко заключённых доставляли в лагеря в массовом порядке в результате специальных рейдов.
«Защитный арест» имел важное значение в качестве дополнения к системе уголовного права нацистской Германии. Он позволял изолировать неугодных граждан в тех случаях, когда суд выносил оправдательный приговор или в случае, когда нельзя было применить уголовное право.
Немалую часть среди заключённых концентрационных лагерей составляли также и обычные уголовники. Такие преступники, в отличие от перечисленных групп, помещались в лагеря не по приказу гестапо, а по распоряжению уголовной полиции (крипо) и формально находились не под «защитным арестом», а под «полицейским превентивным заключением» (нем. polizeiliche Vorbeugehaft), которое предназначалось для изоляции уже отбывших тюремное заключение уголовников.
Уже к концу июля 1933 года под защитным арестом по всей Германии находилось более 26 тысяч человек. С началом Второй мировой войны находившиеся под защитным арестом уже более не выпускались на свободу. Согласно указу рейхсминистра юстиции Отто Тирака от 18 сентября 1942 года, такие категории лиц, как евреи, поляки, цыгане, русские и украинцы, вообще больше не находились в юрисдикции полиции, а переводились под прямую юрисдикцию гестапо, что означало, что эти категории лиц могли впредь быть помещены в концентрационный лагерь без решения суда.